# Lucía de Narni
Lucía de Narni (1476 - Ferrara, 1544) fue una religiosa italiana de la orden dominica.

## Hagiografía
Después de tres años de matrimonio espiritual con el conde Pietro di Alessio, Lucía, recibió, en la ciudad de Narni, en 1496, el hábito de terciaria dominica, y en 1496 también recibió los estigmas en Viterbo. Fue consejera de Hércules I de Este, duque de Ferrara, desde 1499 hasta la muerte del duque en 1505. Fue fundadora y superiora del monasterio de Santo Domingo de Viterbo (1496) y Santa Catalina de Siena de la ciudad de Ferrara (1501). Pasó los últimos treinta y nueve años de su vida soportando un gran sufrimiento.
El 26 de mayo de 1935, 391 años después de su muerte, su cuerpo fue devuelto solemnemente a su ciudad natal de Narni.
Aun así, sigue siendo popular en Viterbo, Narni y Ferrara por su  pureza de mente y por la  fe que demostró.
Un documento particularmente importante de su historia personal y mística es La autobiografía de la Santa Lucía, compuesta ocho meses antes de su muerte en 1544 y considerada como perdida, pero que fue recientemente descubierto en Bolonia con el título:  La vida de la Santa Lucía de Narni Dominica: copia de la biografía de esta beata . Fue publicado en Roma en abril de 2011 por E. Ann Matter e Gabriella Zarri en un libro titulado:  Una mística cuestionada: la vida de Lucía de Narni entre la hagiografía y la biografía.

## Culto público
Las dominicas la consideran santa, sin embargo, fue el Papa Clemente IX quien aprobó su culto, mientras que el Papa Benedicto XIII extendió su memoria a toda la orden dominica, y a las ciudades de Ferrara, Viterbo y Narni.

Se le venera el 16 de noviembre.
- Datos: Q2252979
- Multimedia: Lucia Brocadelli da Narni / Q2252979